# Microzada anaemica
Microzada anaemica är en fjärilsart som beskrevs av George Francis Hampson 1912. Microzada anaemica ingår i släktet Microzada och familjen trågspinnare. Inga underarter finns listade i Catalogue of Life.